# Lego Racers
Lego Racers es una cadena de producción del juguete de construcción Lego. El cual fue introducido por primera vez en 1975 con un modelo de coche de Fórmula 1. Sin embargo, la marca sólo empezó a ser un tema principal en 2001, con la liberación de una serie de mini coches de carreras. Hechos de sólo un pequeño número de ladrillos, estos juguetes fueron diseñados más para el ámbito de las carrera de coches que un juguete de construcción, e incluyó un elemento de lanzador (que se dobló encima como un contenedor de almacenaje o garage) que podría ser usado para propulsar los vehículos.
Con el tiempo, el tema se ha desarrollado, con lo que es más acorde con el estilo de otros productos de Lego, sin dejar de fomentar una forma de juego de carreras. El tema también ha incluido los modelos de licencia de vehículos de alta velocidad de la vida real, tales como Lamborghini Gallardo y una Ferrari FXX.

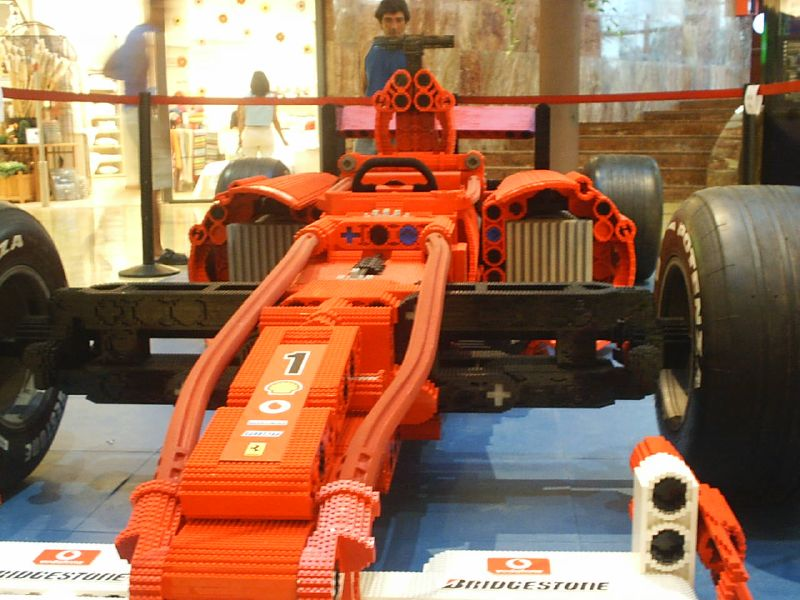
Un F1 construido con LEGO.

## Juegos

### Speed Racer
El juego Lego Racer Speed Racer, te permitía crear tu propio corredor de legos. Aquí hay una tabla con todos los modelos (a partir de diciembre de 2008):

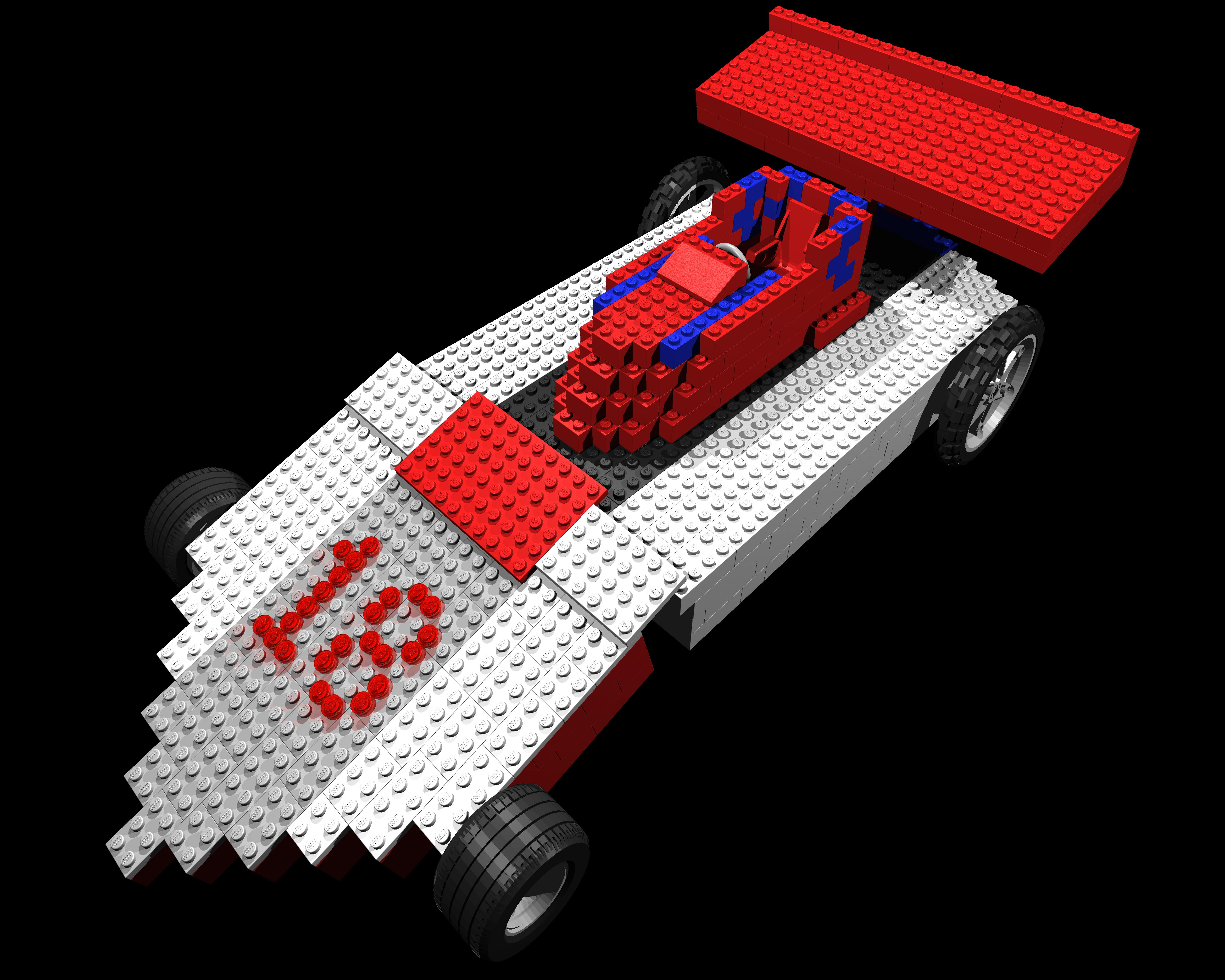
Auto creado de legos

| Número del modelo | Nombre del modelo         |
| ----------------- | ------------------------- |
| 8158              | Speed Racer & Snake Oiler |
| 8159              | Racer X & Taejo Togokahn  |
| 8160              | Cruncher Block & Racer X  |
| 8161              | Grand Prix Race           |

### Tiny Turbos
El juego Lego Racer Tiny Turbos permitía crear tus propias aventuras, pero con carreras callejeras. Aquí hay una tabla con todos los modelos (a partir de abril de 2010):
| Nombre del modelo |                      |
| ----------------- | -------------------- |
| 8147              | Bullet Run           |
| 8148              | Eagle Roadster       |
| 8149              | Midnight Streak      |
| 8150              | ZX-9 Turbo           |
| 8151              | Adrift Sport         |
| 8152              | Speed Chasing        |
| 8154              | Brick Street Customs |
| 8495              | Crosstown Craze      |
| 8119              | Thunder Racer        |
| 8122              | Desert Racer         |
| 8120              | Rally Sprinter       |
| 8121              | Track Masrhal        |
| 8124              | Ice Rally            |
| 8125              | Thunder Raceway      |
| 8126              | Desert Challenge     |
| 8186              | Street Extreme       |
| 8182              | Monster Crushers     |
| 8196              | Chopper Jump         |
| 8197              | Highway Chaos        |
| 8198              | Ramp Crash           |
| 8199              | Security Smash       |
| 8194              | Nitro Muscle         |
| 8195              | Turbo Tow            |
| 8192              | Lime Racer           |
| 8193              | Blue Bullet          |

### Power Racers
El juego Lego Racer Power Racers permitía crear desde el piloto, pasando por el vehículo, hasta llegar al circuito. Aquí hay una tabla con todos los modelos (a partir de abril de 2010):
| Número del modelo | Nombre del modelo |
| ----------------- | ----------------- |
| 8490              | Desert Hopper     |
| 8491              | Ram Rod           |
| 8492              | Mud Hopper        |
| 8493              | Power Ace         |
| 8494              | Ring of Fire      |
| 8496              | Desert Hammer     |
| 8162              | Race Rig          |
| 8163              | Blue Sprinter     |
| 8164              | Extreme Wheelie   |
| 8165              | Monster Jumper    |
| 7967              | Fast              |
| 7968              | Strong            |
| 7970              | Hero              |
| 7971              | Bad               |

### Ferrari
El juego Lego racer Ferrari, permite crear y correr con tu propia Ferrari. Aquí hay una tabla con todos los modelos (a partir de abril de 2010):
| Número del modelo | Nombre del modelo       |
| ----------------- | ----------------------- |
| 8142              | Ferrari 248 F1 1:24     |
| 8143              | Ferrari F430 Challenge  |
| 8145              | Ferrari 599 GTB Fiorano |
| 8153              | Ferrari F1 Truck        |
| 8155              | Ferrari F1 Pit          |
| 8156              | Ferrari FXX 1:17        |
| 8157              | Ferrari F1 1:9          |
| 8132              | Ferrari F1 Racers       |
| 8168              | Ferrari Victory         |
| 8185              | Ferrari Truck           |